# Franciszek Bednarski
Franciszek Władysław Józef Bednarski (ur. 2 kwietnia 1897 w Kunicach, zm. wiosną 1940 w Charkowie) – major kawalerii Wojska Polskiego, działacz niepodległościowy, ofiara zbrodni katyńskiej.

## Życiorys
Urodził się 2 kwietnia 1897 w Kunicach, w ówczesnym powiecie wielickim Królestwa Galicji i Lodomerii, w rodzinie Kacpra i Anny z Piwowarskich. Absolwent Seminarium Nauczycielskiego w Krakowie.
5 października 1914 wstąpił do Legionów Polskich. Początkowo służył w Batalionie Uzupełniającym kapitana Andrzeja Galicy w Krakowie. 29 października 1914 przeszedł w Suchej do kadry kawalerii podporucznika Alberta Kordeckiego, z którym odszedł 30 listopada 1914 na Węgry do Nagyszölös. 
12 marca 1918 został aresztowany przez Austriaków i internowany w Witkowicach pod Krakowem. 20 kwietnia tego roku zwolniony z wojska austro-węgierskiego przez komisję superrewizyjną z powodu złamania lewej ręki. 1 listopada 1918 został przyjęty do odtwarzanego w Krakowie 2 pułku ułanów, późniejszego 2 pułku szwoleżerów, jako jednoroczny wachmistrz.
19 stycznia 1921 roku został zatwierdzony z dniem 1 kwietnia 1920 w stopniu porucznika, w kawalerii, w grupie oficerów byłych Legionów Polskich. 15 kwietnia tego roku został przeniesiony do 24 pułku ułanów. 3 maja 1922 został zweryfikowany w stopniu porucznika ze starszeństwem od 1 czerwca 1919 i 240. lokatą w korpusie oficerów jazdy (od 1924 – kawalerii). Po ukończeniu kursu w Centralnej Szkole Kawalerii w Grudziądzu (od 15 grudnia 1923 do 17 marca 1924) został przeniesiony do 21 pułku ułanów w Równem. 27 stycznia 1930 prezydent RP nadał mu z dniem 1 stycznia 1930 stopień rotmistrza w korpusie oficerów kawalerii i 6. lokatą. 2 stycznia 1937 został wyznaczony na stanowisko komendanta Rejonu Przysposobienia Wojskowego Konnego 13 Dywizji Piechoty w Równem. Na stopień majora został awansowany ze starszeństwem z 19 marca 1939 i 4. lokatą w korpusie oficerów kawalerii.
W czasie kampanii wrześniowej 1939 był dowódcą szwadronu kawalerii dywizyjnej nr 13, który był organiczną jednostką 13 DP. W nieznanych okolicznościach, po agresji ZSRR na Polskę, dostał się do niewoli sowieckiej i został osadzony w obozie w Starobielsku. Wiosną 1940 został zamordowany przez funkcjonariuszy NKWD w Charkowie i pogrzebany potajemnie w bezimiennej mogile zbiorowej w Piatichatkach, gdzie od 17 czerwca 2000 mieści się oficjalnie Cmentarz Ofiar Totalitaryzmu w Charkowie. Figuruje na tzw. liście Gajdideja (poz. 164 i 264).
5 października 2007 minister obrony narodowej Aleksander Szczygło mianował go pośmiertnie na stopień podpułkownika. Awans został ogłoszony 9 listopada 2007 w Warszawie, w trakcie uroczystości „Katyń Pamiętamy – Uczcijmy Pamięć Bohaterów”.

## Ordery i odznaczenia
- Krzyż Niepodległości – 6 czerwca 1931 „za pracę w dziele odzyskania niepodległości”[25][26]
- Krzyż Walecznych trzykrotnie[11][18] (po raz trzeci „za udział w b. Legionach Polskich”[27])
- Srebrny Krzyż Zasługi – 1938 „za zasługi na polu pracy społecznej”[28][18]
- Medal Pamiątkowy za Wojnę 1918–1921[1]
- Medal Dziesięciolecia Odzyskanej Niepodległości[1]
- Odznaka Pamiątkowa Więźniów Ideowych[29]